# Dynamite Chicken
Dynamite Chicken è un film comico statunitense del 1971, diretto da Ernest Pintoff. È inedito in Italia.
Il film venne parzialmente finanziato da John Lennon e Yoko Ono. Si tratta di una raccolta di scenette, parodie, gag sovversive, spettacoli musicali e filmati presumibilmente relativi al movimento per la pace della fine degli anni Sessanta e dei primi anni Settanta. Molti personaggi celebri appaiono come se stessi nel film, inclusi Joan Baez, Lenny Bruce, Leonard Cohen, Tuli Kupferberg, Allen Ginsberg, Jimi Hendrix, B.B. King, Malcolm X (immagini d'archivio), Andy Warhol, Al Capp, Muddy Waters, Sha-Na-Na, Al Goldstein e John Lennon.